# 愛知技術革新協同組合
愛知技術革新協同組合（あいちぎじゅつかくしんきょうどうくみあい、英語: 　Aichi Technical Innovation  Corporative League）は、愛知県安城市に本部を置く中小企業協同組合。中国・ベトナム・フィリピン・インドネシア・ミャンマー・タイなどから技能実習生を受け入れ流ことが可能。

## 概要
平成18年5月に、中小企業協同組合法に基づき設立された。主とする事業は、外国人技能実習制度に基づく外国人技能実習生の紹介・斡旋・監理業務及び職業紹介業を組合員に対して行う。特に中国・ベトナム・フィリピン・インドネシア・ミャンマー・タイなどからの実習生の斡旋。長年培った実習制度への理解を元に、2018年度から始まった介護職への技能実習生の受け入れを該当施設に向けて積極的に行っている。

## 事業内容
1. 共同受注事業
2. 外国人技能実習生共同受入事業
3. 共同購買事業
4. 教育及び情報の提供
5. 組合員の福利厚生に関する事業
6. 外国人技能実習生共同受入れに係る職業紹介事業

## 役員
代表理事
- 鈴木　高伸

## 所在地
- 〒446-0059　愛知県安城市三河安城本町2丁目11番地7 錦見ビル５F-A

## 関連団体（許認可番号）
- 文部科学省（24受文科総第201）
- 厚生労働省（厚生労働省発職派0222第5号）
- 内閣府（国公委生発第27号）
- 中部経済産業局（20130107　中部第7号）
- 愛知労働局（無料職業紹介届出23-特-000130）